# 金家庄隧道
金家庄隧道（或称为金家庄螺旋隧道、金家庄特长螺旋隧道）是延崇高速公路（S3801京礼高速公路延庆至崇礼段）上的螺旋隧道，位于河北省张家口市赤城县。由于该高速在赤城县的隧道进口至崇礼区棋盘梁隧道出口大约7公里的长度内需要克服250米左右的高差，为降低纵坡保证车辆安全行驶，这一段工程被设计为由1个半径为860米的螺旋线的隧道，1个普通的直隧道以及二者间设置的大桥组成。其中，金家庄特长螺旋隧道为全线控制性工程，位于赤城县炮梁乡金家庄村西北方向，长约4.2公里。于2017年8月开工建设，由四川路桥建设集团承建。2018年4月20日，经世界纪录认证（WRCA）英国总部认证官现场认证、授牌，金家庄特长螺旋隧道被认证为在建世界最长高速公路螺旋隧道。隧道于2019年8月13日右线贯通，2019年12月31日通车。